# Architis spinipes
Architis spinipes är en spindelart som först beskrevs av Władysław Taczanowski 1874.  Architis spinipes ingår i släktet Architis och familjen vårdnätsspindlar. Inga underarter finns listade i Catalogue of Life.